# True North
True North jedanaesti je studijski album norveškog metal-sastava Borknagar. Diskografska kuća Century Media Records objavila ga je 27. rujna 2019.

## Popis pjesama
| 1.    | »Thunderous«          | Lars Nedland, Øystein G. Brun | Brun       | 8:34 |
| 2.    | »Up North«            | ICS Vortex                    | ICS Vortex | 6:29 |
| 3.    | »The Fire That Burns« | Nedland, Brun                 | Brun       | 6:38 |
| 4.    | »Lights«              | Nedland                       | Nedland    | 5:04 |
| 5.    | »Wild Father's Heart« | Nedland, Brun                 | Brun       | 5:42 |
| 6.    | »Mount Rapture«       | Nedland, Brun                 | Brun       | 6:08 |
| 7.    | »Into the White«      | Nedland                       | Nedland    | 5:57 |
| 8.    | »Tidal«               | Nedland, Brun                 | Brun       | 9:32 |
| 9.    | »Voices«              | Nedland                       | Nedland    | 5:07 |
| 59:11 |                       |                               |            |      |

| Bonus skladbe s digipak inačice | Bonus skladbe s digipak inačice             | Bonus skladbe s digipak inačice | Bonus skladbe s digipak inačice | Bonus skladbe s digipak inačice | Bonus skladbe s digipak inačice | Bonus skladbe s digipak inačice | Bonus skladbe s digipak inačice | Bonus skladbe s digipak inačice | Bonus skladbe s digipak inačice |
| Br.                             | Skladba                                     | Trajanje                        |                                 |                                 |                                 |                                 |                                 |                                 |                                 |
| ------------------------------- | ------------------------------------------- | ------------------------------- | ------------------------------- | ------------------------------- | ------------------------------- | ------------------------------- | ------------------------------- | ------------------------------- | ------------------------------- |
| 10.                             | »Wild Father's Heart« (instrumentalni demo) | 6:25                            |                                 |                                 |                                 |                                 |                                 |                                 |                                 |
| 11.                             | »Up North« (demo)                           | 6:38                            |                                 |                                 |                                 |                                 |                                 |                                 |                                 |
| 72:14                           |                                             |                                 |                                 |                                 |                                 |                                 |                                 |                                 |                                 |

## Recenzije
| Recenzije       | Recenzije |
| Izvor           | Ocjena    |
| --------------- | --------- |
| Metal Injection | 9/10      |
| Sputnikmusic    | 4,6/5     |

True North uglavnom je dobio pozitivne kritike. Jordan Blum dao mu je devet bodova od njih deset u recenziji za Metal Injection i zaključio je: „Od početka do kraja to snažno i upečatljivo djelo pobjednički potvrđuje kako tipične osobine folk, black i progresivnog metala zajedno mogu poprimiti nezaboravan oblik. Borknagar je stvorio bezvremeno djelo kojemu malo sličnih sastava može parirati i svakako zaslužuje što više nagrada na kraju godine.” Na Sputnikmusicu dobio je 4,6 bodova od njih 5, a recenzent je napisao: „True North određuju odlične vokalne melodije i klasični progresivni metal koji preuzima elemente black metala, a pritom im nije podređen.”

## Zasluge
| Borknagar - ICS Vortex – glavni vokali, zborski vokali, bas-gitara - Lars "Lazare" Nedland – glavni vokali, zborski vokali, klavijature, sintesajzer - Øystein G. Brun – gitara, dodatna fotografija; miksanje i mastering (pjesama 10 i 11) - Bjørn Dugstad Rønnow – bubnjevi, udaraljke - Jostein Thomassen – gitara Dodatni glazbenici - John Ryan – violina i violončelo (na pjesmama 1, 5 i 9), snimanje (violine i violončela) | Ostalo osoblje - Jens Bogren – miksanje, mastering - Thor Erik Dullum – naslovnica - Marcelo Vasco – omot albuma, dizajn - Marius Strand – snimanje i tonska obrada (bubnjeva) |